# Bologna Football Club 1915-1916
Questa voce raccoglie le informazioni riguardanti il Bologna Football Club nelle competizioni ufficiali della stagione 1915-1916.

## Stagione
Il Bologna nella Coppa Federale 1915-1916, che sostituisce il campionato, si classifica al secondo posto nel girone D di qualificazione, dietro al Modena (promossa alle finali nazionali). In questa stagione si disputa la prima edizione della Coppa Emilia, che il Bologna vince.

## Divise
| Casa | Portiere |

## Rosa
| N. |                   | Ruolo | Calciatore        |
| -- | ----------------- | ----- | ----------------- |
|    | Italia (bandiera) | P     | Aldo Brivio       |
|    | Italia (bandiera) | D     | Gazzotti          |
|    | Italia (bandiera) | D     | Ernesto Sala      |
|    | Italia (bandiera) | D     | Ugo Fini          |
|    | Italia (bandiera) | D     | Italo Zappoli     |
|    | Italia (bandiera) | D     | Lino Panza        |
|    | Italia (bandiera) | D     | Federico Rossi    |
|    | Italia (bandiera) | C     | Mario Della Valle |
|    | Italia (bandiera) | C     | Gino Donati       |

| N. |                   | Ruolo | Calciatore       |
| -- | ----------------- | ----- | ---------------- |
|    | Italia (bandiera) | C     | Angelo Badini    |
|    | Spagna (bandiera) | A     | Natalio Rivas    |
|    | Italia (bandiera) | A     | Emilio Badini    |
|    | Italia (bandiera) | A     | Guido Nanni      |
|    | Italia (bandiera) | A     | Agostino Bianchi |
|    | Italia (bandiera) | A     | Fernando Pozzi   |
|    | Italia (bandiera) | A     | Gianni Gnudi     |
|    | Italia (bandiera) | A     | Celso Bernini    |
|    | Italia (bandiera) | A     | Guido Pifferi    |

## Risultati

### Coppa Federale

#### Andata
| Arbitro: | Menini (Mantova) |

|  |           |                       |
|  | Marcatori | 28’ (rig.) 48’ Fresia |

| Arbitro: | Menini (Mantova) |

|  |           |                           |
|  | Marcatori | 5’ Gnudi 28’ (aut.) Ponti |

#### Ritorno
| Arbitro: | Menini (Mantova) |

|                                         |           |                           |
| Fresia 10’ Rampini II 42’ Forlivesi 80’ | Marcatori | 55’ E. Badini 82’ Pifferi |

| Arbitro: | Bertazzoni (Modena) |

|                                             |           |  |
| De Ambrosis , Pifferi , E. Badini A. Badini | Marcatori |  |

### Coppa Emilia

#### Andata
| Modena 7 maggio 1916 1ª giornata | Modena | 1 – 2 | Bologna | Campo dell’ex Velodromo - Piazza d’Armi |

| Bologna 21 maggio 1916 2ª giornata | Bologna | 5 – 1 | Audax Modena | Stadio Sterlino |

| Reggio Emilia 28 maggio 1916 3ª giornata | Reggio | 3 – 1 | Bologna | Stadio La Badia |

| Bologna 1º giugno 1916 4ª giornata | Bologna | 3 – 2 | Fortitudo Bologna | Stadio Sterlino |

#### Ritorno
| Bologna 4 giugno 1916 5ª giornata | Fortitudo Bologna | 1 – 3 | Bologna | Campo Salus |

| Bologna 11 giugno 1916 6ª giornata | Bologna | 3 – 2 | Modena | Stadio Sterlino |

| Modena 25 giugno 1916 7ª giornata | Audax Modena | 2 – 3 | Bologna | Campo di Viale Tassoni |

| Bologna 2 luglio 1916 8ª giornata | Bologna | 3 – 0 | Reggio | Stadio Sterlino |

## Statistiche

### Statistiche di squadra
| Competizione   | Punti | In casa | In casa | In casa | In casa | In casa | In casa | In trasferta | In trasferta | In trasferta | In trasferta | In trasferta | In trasferta | Totale | Totale | Totale | Totale | Totale | Totale | DR  |
| Competizione   | Punti | G       | V       | N       | P       | Gf      | Gs      | G            | V            | N            | P            | Gf           | Gs           | G      | V      | N      | P      | Gf     | Gs     | DR  |
| -------------- | ----- | ------- | ------- | ------- | ------- | ------- | ------- | ------------ | ------------ | ------------ | ------------ | ------------ | ------------ | ------ | ------ | ------ | ------ | ------ | ------ | --- |
| Coppa Federale | 4     | 2       | 1       | 0       | 1       | 7       | 2       | 2            | 1            | 0            | 1            | 4            | 3            | 4      | 2      | 0      | 2      | 11     | 5      | -6  |
| Coppa Emilia   | 14    | 4       | 4       | 0       | 0       | 14      | 5       | 4            | 3            | 0            | 1            | 9            | 7            | 8      | 7      | 0      | 1      | 23     | 12     | +11 |
| Totale         | 18    | 6       | 5       | 0       | 1       | 21      | 7       | 6            | 4            | 0            | 2            | 13           | 10           | 12     | 9      | 0      | 3      | 34     | 17     | +5  |